# Papuagrion degeneratum
Papuagrion degeneratum là một loài chuồn chuồn kim trong họ Coenagrionidae.
Papuagrion degeneratum được Lieftinck miêu tả khoa học năm 1937.